# (2748) Patrick Gene
(2748) Patrick Gene (1980 DW; 1953 FO1; 1975 EK5; 1977 SV2; 1977 TM3; 1977 TS7; 1982 OM) ist ein ungefähr neun Kilometer großer Asteroid des mittleren Hauptgürtels, der am 5. Mai 1981 von der US-amerikanischen Astronomin Carolyn Shoemaker am Palomar-Observatorium etwa 80 Kilometer nordöstlich von San Diego, Kalifornien (IAU-Code 675) entdeckt wurde.

## Benennung
(2748) Patrick Gene wurde nach Patrick Gene Shoemaker, dem Sohn der Entdeckerin Carolyn Shoemaker, benannt.